# NGC 1833
NGC 1833 (również ESO 56-SC55) – gromada otwarta powiązana z mgławicą emisyjną, znajdująca się w gwiazdozbiorze Góry Stołowej. Należy do Wielkiego Obłoku Magellana. Odkrył ją John Herschel 12 listopada 1836 roku.